# Proteção planetária
A proteção planetária é um princípio norteador no projeto de uma missão interplanetária, com o objetivo de evitar a contaminação biológica do corpo celeste alvo e da Terra no caso de missões de retorno de amostras. A proteção planetária reflete tanto a natureza desconhecida do ambiente espacial quanto o desejo da comunidade científica de preservar a natureza primitiva dos corpos celestes até que possam ser estudados em detalhes.
Existem dois tipos de contaminação interplanetária. A contaminação direta que é a transferência de organismos viáveis da Terra para outro corpo celeste. A contaminação reversa é a transferência de organismos extraterrestres, se houver, de volta à biosfera da Terra.

## Recomendações da COSPAR
O Comitê de Pesquisa Espacial (COSPAR) se reúne a cada dois anos, em uma reunião de 2000 a 3000 cientistas, e uma de suas tarefas é desenvolver recomendações para evitar a contaminação interplanetária. Sua base jurídica é o Artigo IX do Tratado do Espaço Exterior.